# Javier Herrera Borunda
Javier Octavio Herrera Borunda (Cosamaloapan, Veracruz, 25 de junio de 1980) es un político mexicano. Fue candidato a la diputación federal por el Partido Verde Ecologista de México en el estado de Veracruz.

## Biografía
Nació en 1980 en Cosamaloapan, Veracruz. (México), hijo de Fidel Herrera Beltrán y Rosa Margarita Borunda de Herrera.

## Carrera Política
A los 18 años se afilió al Partido Revolucionario Institucional, siendo miembro activo del Frente Juvenil Revolucionario desde esa fecha, en 2004 fue designado Consejero del Consejo Político Nacional del PRI. 

## Formación Académica
Estudió la carrera de Derecho en la Universidad Iberoamericana, A.C. título que logró con mención honorífica. Cuenta con la Maestría en Estudios Políticos y Sociales por la Facultad Libre de Derecho y actualmente cursa su segunda maestría, ésta por la Universidad Española Camilo José Cela, en Asesoramiento de Imagen y Consultoría Política.
Comenzó su vida laboral desde el segundo semestre de la carrera en el año 2000 cuando ingresa a trabajar en el despacho de abogados González Calvillo, S.C. Dentro de dicho despacho se especializa en las áreas de derecho mercantil y financiero.